# The Big Mo Impro Theatre Show
The Big Mo Impro Theatre Show is een Nederlands theatergezelschap.

## Geschiedenis
De groep is opgericht door cabaretier Martijn Loerakker in 2005 en heeft inmiddels zeven avondvullende voorstellingen geproduceerd. De eerste voorstelling had het karakter van het zogenaamde zap-cabaret.
De tweede voorstelling, met als titel ‘De afspraak’ ging op 10 mei 2007 in première in Theater aan het Spui, Den Haag. Deze voorstelling is gebaseerd op een lange, doorlopende verhaallijn, waarbij vijf doden al improviserend terugkijken op het leven onder leiding van een engel.
De derde voorstelling, met als titel ‘Niets aan de hand’ is in première gegaan in Theater aan het Spui, Den Haag in mei 2008.
Van 2008 tot 2009 speelde The Big Mo met een nieuwe cast de voorstellingen ‘The Big Mo English Spoken Show' en ‘The Big Mo Impro Theatre Show Surprise’.
Hierna heeft The Big Mo nog een aantal keer in Theater aan het Spui gespeeld, tot de groep in 2010 werd uitgenodigd om in de Koninklijke Schouwburg te spelen.
In samenwerking met Hetty Heyting maakte The Big Mo in dat jaar  de voorstelling "Een Wereld van Verschil". De voorstelling waarin Remy van Keulen, Richard Roling, Monique van Aken en Martijn Loerakker samen twee verhalen van 45 minuten improviseerden, onder begeleiding van muzikant Bram Brouwers.
2011: MVO Spreektijd: Werktitel aankomende voorstelling.

## Werkwijze
De groep maakt voorstellingen gebaseerd op een mix tussen improvisatietheater en cabaret. Hierbij onderzoekt de groep de werkelijkheid van het improviseren in theater.
The Big Mo maakt gebruik van elementen uit theatersport, Comedie del arte en moderne improvisatie. Naast openbare theatervoorstellingen speelt de groep ook voorstellingen op aanvraag voor bedrijven, scholen en instellingen.

## Voorstellingen
- The Big Mo

2005: De eerste professionele voorstelling, gewoon "The Big Mo Impro Theatre Show" genaamd, is een bonte mix van cabaret van Martijn Loerakker en improvisaties door vijf acteurs. Hilarisch Zap-cabaret zonder rode draad.
- De Afspraak

2006:'De Afspraak' is een voorstelling die gaat over vijf mensen die elkaar tegenkomen in de wachtkamer van het hiernamaals. Hier worden ze ontvangen door een bureaucratische ambtenaar met een bijzonder gevoel voor humor. In deze wachtruimte kijken ze terug op hun leven en gebruiken hun kans om nog eenmaal iets te veranderen.
- Niks Aan De Hand

2007: Een voorstelling waarbij absoluut niets aan de hand is. Loopt u vooral rustig door leef u roze leventje, dan doen wij dat ook. Of is de werkelijkheid toch niet buiten te sluiten.
- The Big Mo Impro Theatre Talkshow Surprise

2008: The Big Mo Impro Theatre Show is een aantal afleveringen van een unieke talkshow onder het motto: It's just like staying at home and watching TV. Gasten: Emiel Ratelband, "Remmelt, Muus & Femke", Ernst van der Pasch, Mondo Leone, Hetty Heyting, The Scottish Falsetto Sock Puppet Theatre en Toffe Haan.
- The Big Mo English Spoken Show

2009: In ´The English Spoken Show´ the Big Mo takes a look at some typical Dutch characteristics,
such as gezelligheid, windmills, the queen’s hat, and wooden shoes, explaining some of our
quirks as we go along.
- Een Wereld van verschil

2010: Een voorstelling in opdracht van de Koninklijke Schouwburg Een voorstelling met 2 × 45 minuten improvisatie van 4 acteurs en 1 muzikant. 
Gebaseerd op 2 suggesties van het publiek. Iets dat tot iets anders leidt. Deze voorstelling is in 2010 van 8 tot 11 december in het paradijs van de koninklijke schouwburg gespeeld door Monque van Aken, Martijn Loerakker, Richard Roling en Remy van Keulen.
In 2012 en 2013 zal deze voorstelling in theaters in Nederland te zien zijn.
- The Big Mo MVO

2011: Huidige voorstelling in de maak. Thema: Maatschappelijk Verantwoord Ondernemen. 
Vanaf september 2011 te boeken via van Engelenburg.